# Меренешти
Меренешти (рум. Merenești; рос. Меренешты) — село в Слободзейському районі в Молдові (невизнана Придністровська Республіка).
Входить до складу Кіцканської сільської ради. Згідно із законодавством Республіки Молдова, входить до складу Каушенського району, комуна із центром у селі Кіцкани.
Меренештський ліс — популярне місце відпочинку мешканців Тирасполя та Бендер. Село входить до складу Тираспольсько-Бендерської агломерації. В селі розташовані більшість літніх дитячих таборів Слободзейського району.
Згідно з переписом населення 2004 року кількість українців — 15 %.